# Paritatodon
Paritatodon — рід викопних ссавцеподібних, що існував у Киргизстані та Англії протягом юрського періоду. Спочатку це був голотипний зразок Shuotherium kermacki, але Мартін і Авер’янов (2010) стверджували, що він схожий на рід Itatodon (Docodonta), і тому перейменували його на Paritatodon.
Попри це, деякі нещодавні філогенетичні дослідження відносять його (та Itatodon) до Shuotheriidae, тоді як інші продовжують вважати таксон докодонтом.
Як і багато інших мезозойських ссавців, цей вид відомий лише за його зубами, а саме двома нижніми корінними зубами з формації Форест Мармур в Англії та одним лівим нижнім моляром з формації Балабансай у Ферганській западині, Киргизстан.